# Strike a Nerve
Strike a Nerve è il settimo album in studio del gruppo musicale statunitense Drowning Pool, pubblicato nel 2022.

## Tracce
1. Doing Time in Hell – 1:13
2. Hate Against Hate – 3:34
3. Stay and Bleed – 3:09
4. Strike a Nerve – 3:05
5. Racing to a Red Light – 3:45
6. Choke – 3:20
7. Everything but You – 3:51
8. Down in the Dirt – 4:15
9. Rope – 2:53
10. A Devil More Damned – 4:54
11. Mind Right – 3:13

## Formazione
- Jasen Moreno – voce
- C.J. Pierce – chitarra
- Stevie Benton – basso
- Mike Luce – batteria